# Елизаветино (Татарстан)
Елизаветино — деревня в Верхнеуслонском районе Татарстана. Входит в состав Введенско-Слободского сельского поселения.

## География
Находится в западной части Татарстана на расстоянии приблизительно 11 км на запад по прямой от районного центра села Верхний Услон в 3 км от Куйбышевского водохранилища. Включает в себя СНТ "Волжаночка" производственного объединения Татшвейбыт.

## История
Основана приблизительно в 1840-х годах помещицей Е. П. Терениной, переселившей сюда часть своих крепостных крестьян из села Введенская Слобода. В 1930-е годы здесь появились переселенцы из Чувашии.

## Население
Постоянных жителей было в 1859 году — 133, в 1897 — 156, в 1908 — 175, в 1920 — 300, в 1926 — 334, в 1938 — 335, в 1949 — 175, в 1958 — 206, в 1970 — 158, в 1979 — 80, в 1989 — 28. Постоянное население составляло 22 человека (русские 91 %) в 2002 году, 16 в 2010.

## Инфраструктура
- Памятник экипажу самолета из 5-ти человек, погибшему в этих местах, предположительно в 1942 г.